# كارل هينريتش إميل بيكر
كارل هينريتش إميل بيكر (بالألمانية: Karl Becker)‏ هو عسكري وكيميائي ألماني، ولد في 14 ديسمبر 1879 في شباير في ألمانيا، وتوفي في 8 أبريل 1940 في برلين في ألمانيا.